# اکسال
اکسال (به لاتین: Iksal) یک منطقهٔ مسکونی در اسرائیل است که در شمال واقع شده‌است.